# Erebia mirabilis
Erebia mirabilis är en fjärilsart som beskrevs av Andreas Bergmann 1927. Erebia mirabilis ingår i släktet Erebia och familjen praktfjärilar. Inga underarter finns listade i Catalogue of Life.